# 张永生
张永生（1940年11月2日—），中华人民共和国政治人物。

## 生平
1940年出生，安徽省含山县人。1960年考入浙江美术学院版画系。文化大革命期间成为“省联总”负责人，1967年始先后任浙江美术学院革委会主任，浙江省革命委员会副主任，中共浙江省委委员，浙江美术学院党委书记，四届全国人大代表，浙江省委常委。1969年5月，张永生由周建人介绍加入中国共产党。1975年10月调离浙江下放河北农村劳动。怀仁堂政变后，曾策划事变，1977年2月，经中共中央批准，押回浙江审查。1979年4月3日，被浙江省杭州市中级人民法院判处无期徒刑，剥夺政治权利终身。
據一名博主老田称，他访问张永生、翁森鹤得知，经两次减刑，张永生、翁森鹤已于2005年假释出狱，假释考验期至2015年。